# Nello Giri
Nello Giri (Città di San Marino, 1919 – ...) è stato un ciclista su strada e pistard sammarinese.

## Biografia
Dopo essersi trasferito in Francia comincia a correre tra i dilettanti e nel 1937 vince la prima gara, il 1939 è l'anno dove raggiunge l'apice della sua carriera, vincendo su pista nei circuiti di Vienna, Rouen e Hiver gareggiando assieme a Lucien Michard.
Dopo la pausa forzata a causa della Seconda guerra mondiale nel 1945 vince la prima tappa del Circuito dell'Indre davanti al grande ciclista francese Jean Maréchal.
Nel 1947 partecipa al Campionato mondiale di ciclismo su strada professionisti a Reims in rappresentanza di San Marino, ma è costretto a ritirarsi a causa di una foratura e nello stesso ottiene un secondo posto nel Circuito di Grenoble. Nel 1950 lascia il mondo del ciclismo; le sue biciclette sono tuttora conservate al Museo dello sport e dell'olimpismo presso il San Marino Stadium.

## Palmarès

### Pista
- 1939

Gran Premio di Vienna
Circuito di Rouen
Circuito d'Hiver

### Strada
- 1945

1ª tappa Circuito dell'Indre

## Piazzamenti

### Pista
- 1947

Circuito di Grenoble: 2º

### Strada
- 1938

Parigi-Roubaix: ritirato
- 1947

Campionato mondiale di ciclismo su strada: ritirato